# チャナ (スポーツ)

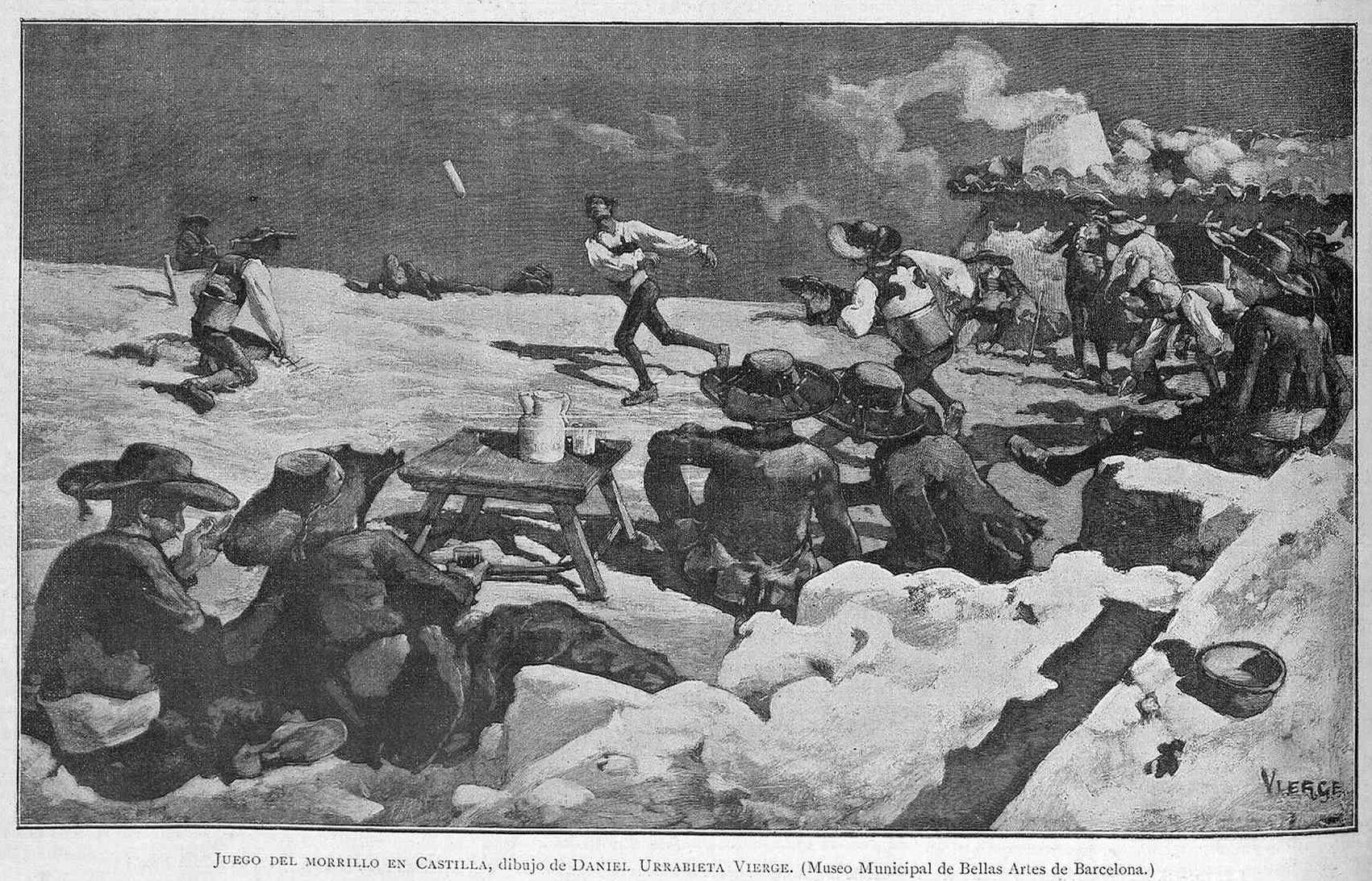
カスティーリャでのモリロの試合

チャナ (西：Chana) はスペインの伝統的なスポーツ。スペインの地方によって呼称やルールにもいくつかのバリエーションがあり、特にパレンシア県カスティーリャ地方で行なわれてきたものが著名である。他の呼称としては"Cuerno" "Morrillo" "Ahita" "Maceta" "Chana a morrillo" などがある。

## 発祥
スペイン語辞典(:es)によると、同じくスペインの伝統的なスポーツであるCalvaの起源もチャナに求められるとしている。前掲書によると、ローマによるイベリア半島の占領にも関連しているとされている。
ルールは時代と共に変化してきたが、ゲームは通常平坦な草原または硬い地面で行なわれ、用具には2本の動物の角と1個のモリロが使われる。

## 用具

### モリロ

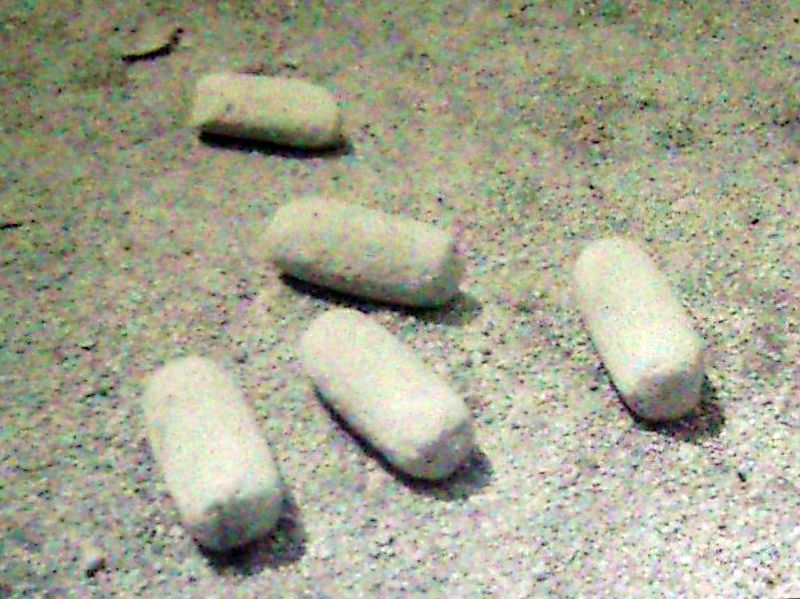
各種のモリロ。刻み目が入れられている。

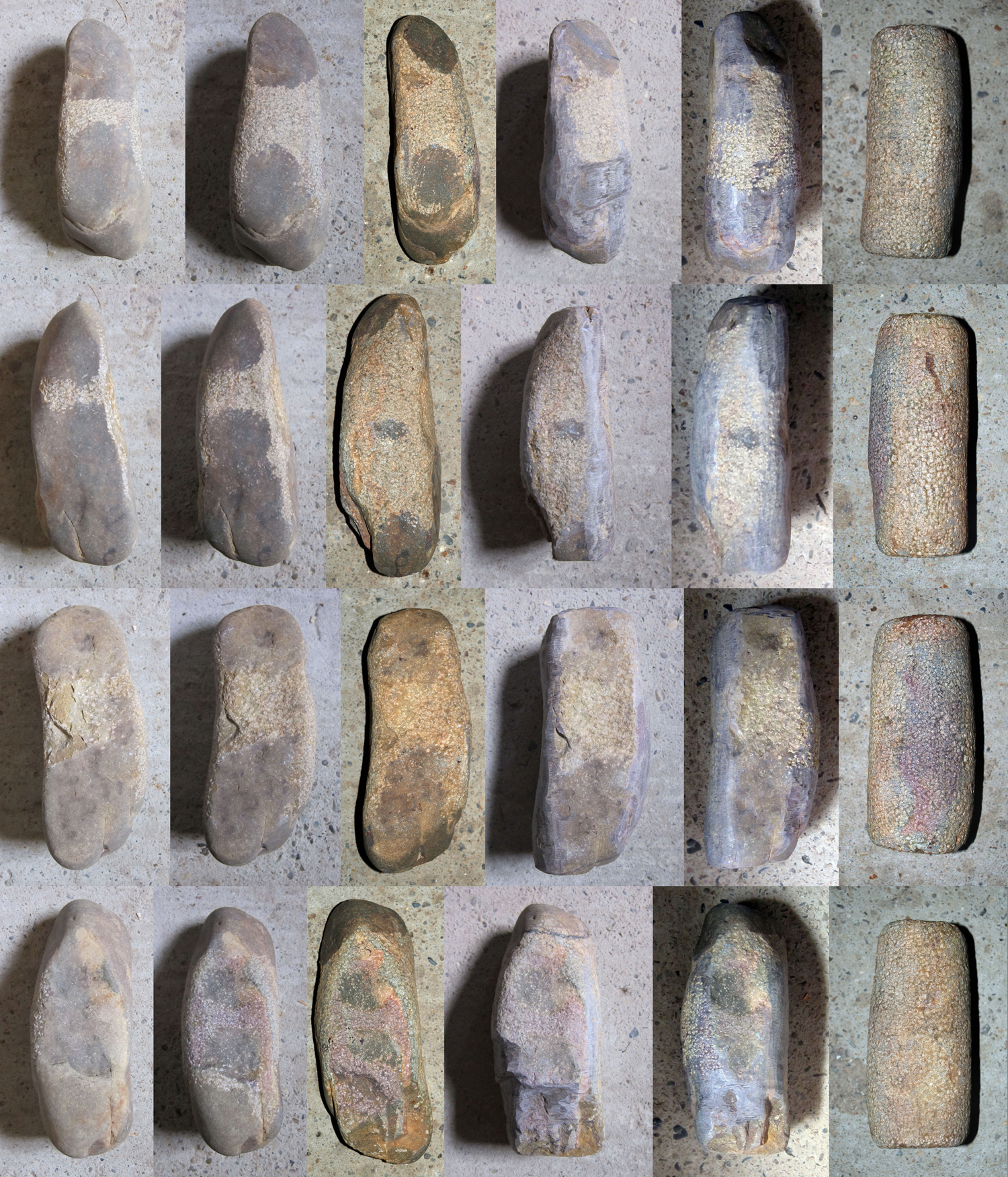
巧妙なゲームのためにモリロに微妙な加工を施す。

モリロは両端が丸みを帯びた円筒形の石である。「カント」または「マロス」とも呼ばれる。通常、表面は滑らかだが、競技者が持ちやすいようにキーと呼ばれる親指が入る刻み目を入れることがある。大きさはまちまちで、長さは10から20センチメートル、直径は6から8センチメートルくらい、重さは500グラムから最大3キログラム程である。近年、競技中にモリロが砕けることを避けるため、中空の金属管に砂を入れたモリロも使われるようになった。

### 角
これは通常2本の牛の洞角が使われる。長さが約40〜50センチメートルで、太くてねじれているものが良いとされる。このような枝角を見つけるのが困難であることから、鋤の刃やセイヨウヒイラギガシの根、曲がった棒などを使用している地域もある。

## 目的とルール

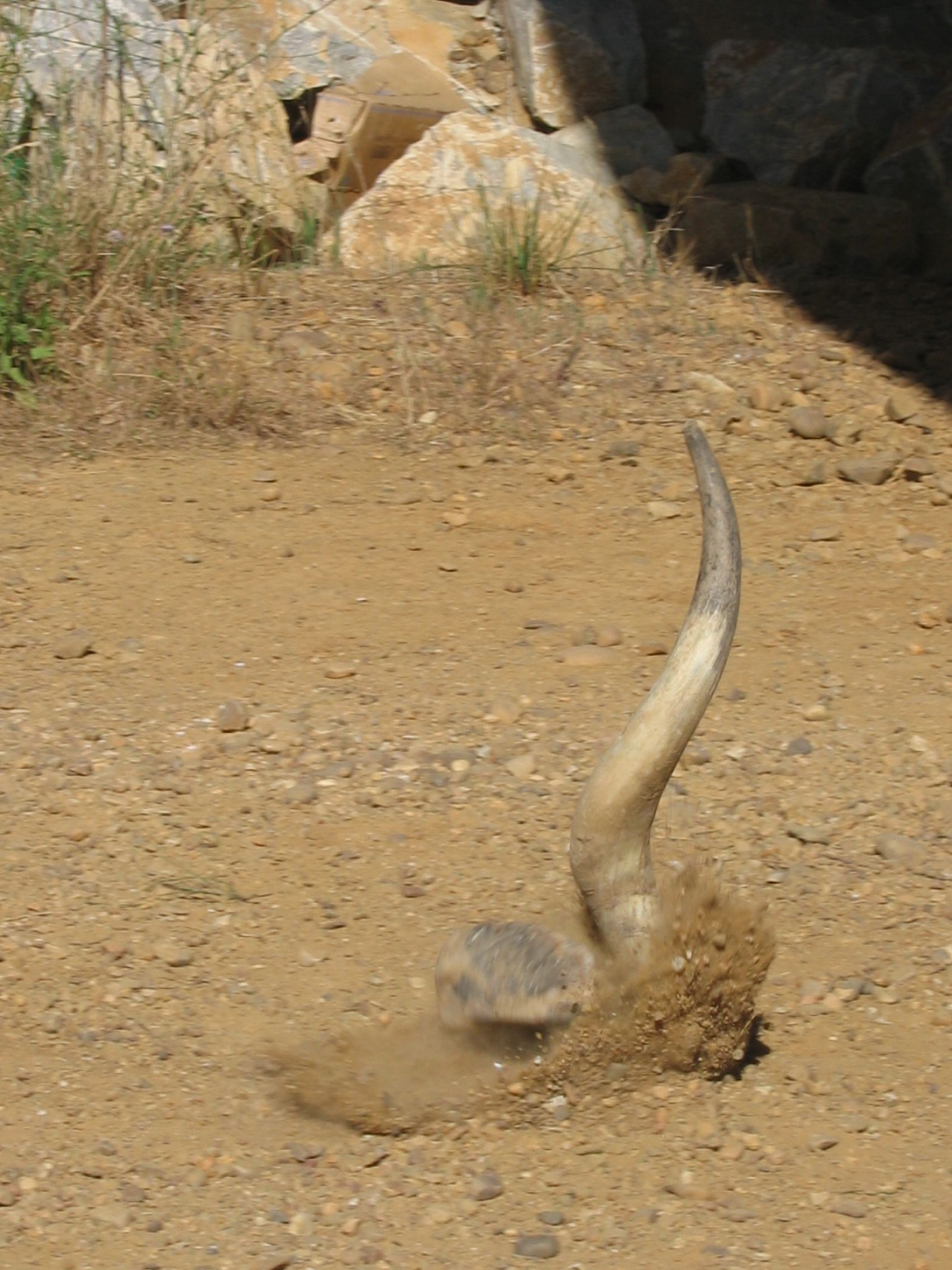
クエルノ (角) の後部にモリロを当てる。

ゲームの目的は、角をめがけてモリロを投げ、モリロが地面にぶつかったり (ペーサーと呼ばれる)、他の障害物の助けを得ることなしに角を打つことにある。
2本の角は、プレイヤーに弓状の背中を向けた形で互いに配置される。プレイヤーから角までの距離は15から25メートル程であるが、通常は21歩分とされている。各々の角の後ろには、反対側の角を打つプレイヤーが配置され、彼らは最初に一方に投げ、次に場所を変えて、もう片方に投げる。

### チームとスコア
チャナはほとんどの場合2組のチームでプレーされるが、個人戦で行なわれる場合もあり、人数は地域によって大きく異なる。理想的な数は4人対4人である。得点は、モリロが地面に当たらずに角を打つと1ポイントが与えられる。各ゲームは通常18または21ポイントでプレイされ、引き分けになるたびに3ポイントずつ増やされる。スコアラーは通常、角が配置されている場所に立ち、疑わしい「ヒット」の場合は2人の助手と審議される。

## 普及

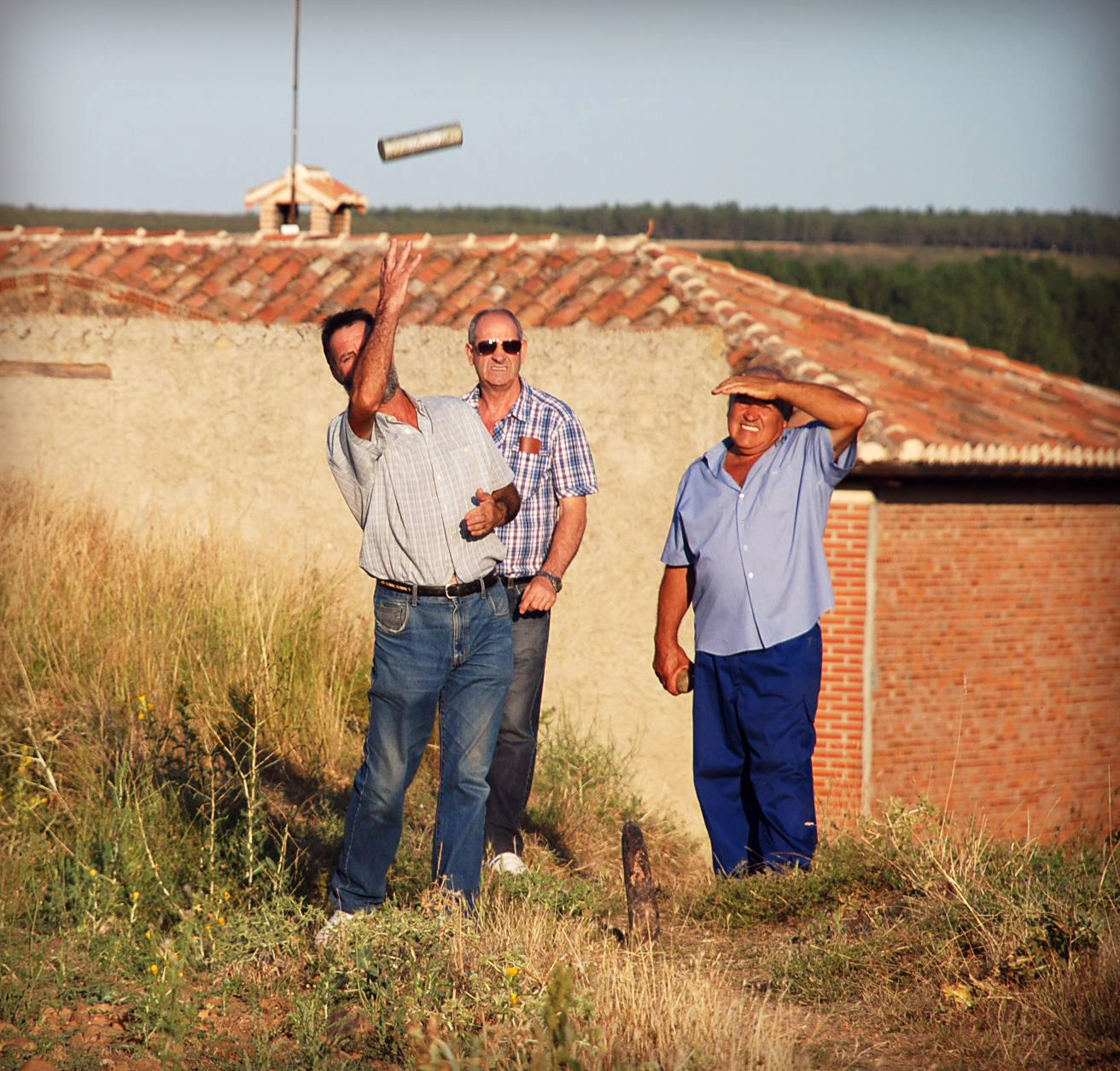
ビリャメレンドロ (:es) の守護聖人祭で2013年8月14日に開催されたチャンピオンシップでのモリロの試合。

### 大会が開催されている地域
- ブルゴス県
  - Villanueva de Odra[6]
- パレンシア県：北部を除く地域で常に男性によって運営されており、州全体のレベルでチャンピオンシップがある[7]。
  - Husillos
  - Villalcázar de Sirga
  - San Quirce de Riopisuerga
  - Villanuño de Valdavia
  - Villamelendro
  - Población de Campos
- サモラ県
  - Castroverde de Campos[8]

### モダリティ
特定の地域では、チャナがヒヨコマメを指す場合とモリロを指す場合とで2つの異なったルールがある。
- ヒヨコマメを使う場合、両足を同じ高さに揃え、動かさずに投げる。
- モリロを使う場合、投げる時に足を1歩以上踏み出すことができる。そのため、ヒヨコマメを使う場合は、角との距離をもっと短く設定する場合がある。

また、一部の地域では、角を1本のみ使用しており、投げ方にもスタイルが確立されている。